# Grand Prix moto d'Italie 1998
Le Grand Prix moto d'Italie 1998 est le quatrième rendez-vous de la saison 1998 du championnat du monde de vitesse. Il s'est déroulé sur le circuit du Mugello du 15 au 17 mai 1998.
C'est le 50e Grand Prix moto d'Italie.

## Classement final 500 cm³
| Pos. | Pilote                   | Moto      | Temps/Écart     | Points |
| ---- | ------------------------ | --------- | --------------- | ------ |
| 1    | Mickael Doohan           | Honda     | 43 min 55 s 307 | 25     |
| 2    | Max Biaggi               | Honda     | +5 s 935        | 20     |
| 3    | Àlex Crivillé            | Honda     | +13 s 141       | 16     |
| 4    | Carlos Checa             | Honda     | +19 s 647       | 13     |
| 5    | John Kocinski            | Honda     | +19 s 826       | 11     |
| 6    | Norifumi Abe             | Yamaha    | +21 s 881       | 10     |
| 7    | Simon Crafar             | Yamaha    | +22 s 626       | 9      |
| 8    | Nobuatsu Aoki            | Suzuki    | +24 s 235       | 8      |
| 9    | Alex Barros              | Honda     | +27 s 943       | 7      |
| 10   | Régis Laconi             | Yamaha    | +40 s 767       | 6      |
| 11   | Ralf Waldmann            | Modenas   | +47 s 331       | 5      |
| 12   | Kyoji Namba              | Yamaha    | +59 s 623       | 4      |
| 13   | Garry McCoy              | Honda     | +1 min 04 s 004 | 3      |
| 14   | Sete Gibernau            | Honda     | +1 min 09 s 319 | 2      |
| 15   | Sébastien Gimbert        | Honda     | +1 min 14 s 294 | 1      |
| 16   | Jurgen van den Goorbergh | Honda     | +1 min 15 s 781 |        |
| 17   | Yukio Kagayama           | Suzuki    | +1 min 16 s 909 |        |
| 18   | Eskil Suter              | Muz-Weber | +2 min 02 s 092 |        |
| 19   | Scott Smart              | Honda     | +1 tour         |        |
| 20   | Fabio Carpani            | Honda     | +1 tour         |        |
| Abd. | Juan Borja               | Honda     | Abandon         |        |
| Abd. | Matt Wait                | Honda     | Accident        |        |
| Abd. | Kenny Roberts Jr         | Modenas   | Abandon         |        |

## Classement final 250 cm³
| Pos. | Pilote              | Moto      | Temps/Écart     | Points |
| ---- | ------------------- | --------- | --------------- | ------ |
| 1    | Marcellino Lucchi   | Aprilia   | 40 min 59 s 049 | 25     |
| 2    | Valentino Rossi     | Aprilia   | +5 s 701        | 20     |
| 3    | Tetsuya Harada      | Aprilia   | +7 s 625        | 16     |
| 4    | Loris Capirossi     | Aprilia   | +10 s 029       | 13     |
| 5    | Stefano Perugini    | Honda     | +47 s 830       | 11     |
| 6    | Haruchika Aoki      | Honda     | +48 s 205       | 10     |
| 7    | Tohru Ukawa         | Honda     | +49 s 376       | 9      |
| 8    | José Luis Cardoso   | Yamaha    | +50 s 080       | 8      |
| 9    | Luis d'Antin        | Yamaha    | +50 s 161       | 7      |
| 10   | Luca Boscoscuro     | TSR-Honda | +52 s 738       | 6      |
| 11   | Franco Battaini     | Yamaha    | +54 s 241       | 5      |
| 12   | Takeshi Tsujimura   | Yamaha    | +54 s 306       | 4      |
| 13   | Yasumasa Hatakeyama | Honda     | +1 min 50 s 732 | 3      |
| 14   | Davide Bulega       | Honda     | +1 min 53 s 990 | 2      |
| 15   | Federico Gartner    | Aprilia   | +2 min 22 s 611 | 1      |
| 16   | William Costes      | Honda     | +1 tour         |        |
| Abd. | Osamu Miyazaki      | Yamaha    | Accident        |        |
| Abd. | Jeremy McWilliams   | TSR-Honda | Abandon         |        |
| Abd. | Roberto Rolfo       | TSR-Honda | Accident        |        |
| Abd. | Olivier Jacque      | Honda     | Abandon         |        |
| Abd. | Jay Vincent         | TSR-Honda | Abandon         |        |
| Abd. | Sebastian Porto     | Aprilia   | Abandon         |        |
| Abd. | Jurgen Fuchs        | Aprilia   | Abandon         |        |
| Abd. | Noriyasu Numata     | Suzuki    | Abandon         |        |

## Classement final 125 cm³
| Pos. | Pilote             | Moto    | Temps/Écart     | Points |
| ---- | ------------------ | ------- | --------------- | ------ |
| 1    | Tomomi Manako      | Honda   | 40 min 53 s 306 | 25     |
| 2    | Marco Melandri     | Honda   | +0 s 044        | 20     |
| 3    | Gianluigi Scalvini | Honda   | +0 s 201        | 16     |
| 4    | Kazuto Sakata      | Aprilia | +3 s 152        | 13     |
| 5    | Youichi Ui         | Yamaha  | +8 s 162        | 11     |
| 6    | Gino Borsoi        | Aprilia | +8 s 195        | 10     |
| 7    | Noboru Ueda        | Honda   | +10 s 097       | 9      |
| 8    | Frédéric Petit     | Honda   | +12 s 745       | 8      |
| 9    | Masao Azuma        | Honda   | +12 s 757       | 7      |
| 10   | Masaki Tokudome    | Aprilia | +24 s 284       | 6      |
| 11   | Arnaud Vincent     | Aprilia | +24 s 388       | 5      |
| 12   | Paolo Tessari      | Aprilia | +24 s 415       | 4      |
| 13   | Ivan Goi           | Aprilia | +25 s 393       | 3      |
| 14   | Steve Jenkner      | Aprilia | +31 s 066       | 2      |
| 15   | Paolo Cipriani     | Aprilia | +49 s 419       | 1      |
| 16   | Jeronimo Vidal     | Aprilia | +52 s 007       |        |
| 17   | Emilio Alzamora    | Honda   | +1 min 01 s 180 |        |
| 18   | Enrique Maturana   | Yamaha  | +1 min 01 s 801 |        |
| 19   | Yoshiaki Katoh     | Yamaha  | +1 min 04 s 438 |        |
| 20   | Marco Tresoldi     | Aprilia | +1 min 12 s 177 |        |
| Abd. | Mirko Giansanti    | Honda   | Accident        |        |
| Abd. | Roberto Locatelli  | Honda   | Abandon         |        |
| Abd. | Andrea Iommi       | Honda   | Abandon         |        |
| Abd. | Christian Manna    | Yamaha  | Accident        |        |
| Abd. | Angel Nieto Jr     | Aprilia | Abandon         |        |
| Abd. | Jaroslav Huleš     | Honda   | Abandon         |        |
| Abd. | Lucio Cecchinello  | Honda   | Accident        |        |